# 金馬獎最佳劇情片
金馬獎最佳劇情片是由財團法人中華民國電影事業發展基金會的臺北金馬影展執行委員會在臺灣舉辦的電影獎項，自1962年起頒發，獎勵在華語電影中的電影獎項。第55~57屆短暫更名為「最佳劇情長片」，第58屆之後恢復獎項原有名稱「最佳劇情片」。

## 得獎者及入圍名單

### 最佳劇情片（第1屆—第17屆）
|  | 獲獎者 |

| 年份 （屆數）      | 片名              | 出品公司 |
| 1962 （第1屆）     |                   |          |
| 《星星月亮太陽》   | 電懋              |          |
| 1963 （第2屆）     |                   |          |
| 《梁山伯與祝英台》 | 邵氏              |          |
| 1965 （第3屆）     |                   |          |
| 《養鴨人家》       | 中影              |          |
| 1966 （第4屆）     |                   |          |
| 《西施》           | 台製 國聯         |          |
| 1967 （第5屆）     |                   |          |
| 《我女若蘭》       | 中影              |          |
| 1968 （第6屆）     |                   |          |
| 《路》             | 中影              |          |
| 1969 （第7屆）     |                   |          |
| 《小鎮春回》       | 台製廠            |          |
| 1970 （第8屆）     |                   |          |
| 《家在台北》       | 中影              |          |
| 1971 （第9屆）     |                   |          |
| 《緹縈》           | 中製廠            |          |
| 1972 （第10屆）    |                   |          |
| 《秋決》           | 大眾電影          |          |
| 1973 （第11屆）    |                   |          |
| 《忍》             | 鳳鳴              |          |
| 1975 （第12屆）    |                   |          |
| 《吾土吾民》       | 馬氏              |          |
| 1976 （第13屆）    |                   |          |
| 《梅花》           | 中影 香港第一公司 |          |
| 1977 （第14屆）    |                   |          |
| 《筧橋英烈傳》     | 中影              |          |
| 1978 （第15屆）    |                   |          |
| 《汪洋中的一條船》 | 中影              |          |
| 1979 （第16屆）    |                   |          |
| 《小城故事》       | 大眾              |          |
| 1980 （第17屆）    |                   |          |
| 《早安台北》       | 大眾              |          |

### 優等劇情片（第1屆—第17屆）
| 年份 （屆數）                                                                                              | 優等劇情片 |
| 1962 （第1屆）                                                                                             |            |
| 《一萬四千個證人》華僑公司 《楊貴妃》邵氏 《宜室宜家》中影                                                 |            |
| 1963 （第2屆）                                                                                             |            |
| 《黑夜到黎明》中影 《武則天》邵氏 《小兒女》電懋                                                           |            |
| 1965 （第3屆）                                                                                             |            |
| 《深宮怨》電懋 《人之初》電懋 《血濺牡丹紅》邵氏                                                           |            |
| 1966 （第4屆）                                                                                             |            |
| 《啞女情深》中影 《金玉奴》國泰 《烽火鐘聲》鳴遠                                                           |            |
| 1967 （第5屆）                                                                                             |            |
| 《藍與黑》邵氏 《何日君再來》邵氏 《蘇小妹》國泰                                                           |            |
| 1968 （第6屆）                                                                                             |            |
| 《烽火萬里情》邵氏 《龍門客棧》聯邦 《太太萬歲》國泰                                                       |            |
| 1969 （第7屆）                                                                                             |            |
| 《揚子江風雲》中製廠 《新娘與我》中影 《珊珊》邵氏                                                         |            |
| 1970 （第8屆）                                                                                             |            |
| 《歌聲魅影》台製廠 《路客與刀客》國泰 《高山青》萬聲 《新不了情（1970年電影）》邵氏                        |            |
| 1971 （第9屆）                                                                                             |            |
| 《落鷹峽》中影 《母與女》大眾 《庭院深深》香港鳳嗚 《精忠報國》國際 《十二金牌》邵氏                       |            |
| 1972 （第10屆）                                                                                            |            |
| 《還君明珠雙淚垂》中影 《精武門》嘉禾 《真假千金》中影 《事事如意》中影 《水滸傳》邵氏                     |            |
| 1973 （第11屆）                                                                                            |            |
| 《十四女英豪》邵氏 《猛龍過江》嘉禾 《突破國際死亡線》中影 《愛的天地》中影 《天倫樂》聯合、澄陽           |            |
| 1975 （第12屆）                                                                                            |            |
| 《長情萬縷》中影 《女兵日記》中製廠 《傾國傾城》邵氏 《雲深不知處》中影 《女朋友》第一公司                 |            |
| 1976 （第13屆）                                                                                            |            |
| 《滴滴血淚滴滴情》香港今日 《碧雲天》馬氏（香港）公司 《狼牙口》中影 《八道樓子》香港長弓 《刺客》立昌公司 |            |
| 1977 （第14屆）                                                                                            |            |
| 《人在天涯》白氏公司 《秋霞》嘉禾 《乾隆下江南》邵氏 《追球追求》永昇 《千刀萬里追》富華                   |            |

| 年份 （屆數）                                                                        | 優等劇情片 | 獲提名影片 |
| 1978 （第15届）                                                                      | |            |
| 《手足情深》香港聯合 《鄉野奇談》大星 《蒂蒂日記》中影 《煙水寒》永昇 《賣身契》嘉禾 | 《日落北京城》錦華 《永恆的愛》中影 《玉蜻蜓》 《多情劍客無情劍》邵氏 《望春風》中影 《微笑》晉昇                 |            |
| 1979 （第16届）                                                                      | |            |
| 《山中傳奇》豐年 《成功嶺上》中製廠 《春寒》樺樑 《香火》中影 《歡顏》飛騰           | 《一個女工的故事》中影、永昇 《冷血十三鷹》邵氏 《乾隆下揚州》邵氏 《黃埔軍魂》中影 《醉拳》思遠 《寶島警騎》中影 |            |
| 1980 （第17届）                                                                      | |            |
| 《六朝怪談》恒基 《金榜浪子吳祥輝》金美 《鄉野人》中域 《瘋劫》比高 《碧血黃花》大星 | 《古寧頭大戰》中製廠 《地獄天堂》寶華 《茉莉花》樺樑 《俠骨英雄傳》燕昇 《源》中影 《賭國仇城》樺樑               |            |

### 獲獎助金影片（第1屆—第4屆）
| 年份 （屆數）                                        | 獲獎助金影片 |
| 1962 （第1屆）                                       |              |
| 《趙氏孤兒》華新 《脂粉間諜網》四維 《慈母千秋》中國 |              |
| 1963 （第2屆）                                       |              |
| 《白雲故鄉》華明 《梁紅玉》新光                      |              |
| 1965 （第3屆）                                       |              |
| 《八十八號情報員》華明 《最後的裁判》中興            |              |
| 1966 （第4屆）                                       |              |
| 《鳳鳳》新華                                         |              |

### 最佳劇情片（第18屆至今）
| 年份 （屆數）                  | 片名 | 出品公司 |
| 1981 （第18届）                | |          |
| 《假如我是真的》               | 永昇 |          |
| 《同班同學》                   | 龍介 |          |
| 《我的爺爺》                   | 太元 |          |
| 《鬼馬智多星》                 | 香港新藝城 |          |
| 《皇天后土》                   | 中影 |          |
| 《大湖英烈》                   | 中影 |          |
| 1982 （第19届）                | |          |
| 《辛亥雙十》                   | 中影 邵氏 |          |
| 《再生人》                     | 香港新藝城 |          |
| 《在那河畔青草青》             | 東大 |          |
| 《人肉戰車》                   | 東大 佳譽 |          |
| 《苦戀》                       | 三一 |          |
| 《邊緣人》                     | 世紀 |          |
| 1983 （第20届）                | |          |
| 《小畢的故事》                 | 中影 |          |
| 《大輪迴》                     | 台製廠 |          |
| 《男與女》                     | 邵氏 |          |
| 《看海的日子》                 | 蒙太奇 |          |
| 《海灘的一天》                 | 中影 新藝城 |          |
| 1984 （第21届）                | |          |
| 《老莫的第二個春天》           | 高仕公司 |          |
| 《小逃犯》                     | 中域公司 |          |
| 《公僕》                       | 永佳公司 |          |
| 《玉卿嫂》                     | 天下公司 |          |
| 《省港旗兵》                   | 嘉禾電影（香港）有限公司 |          |
| 《風櫃來的人》                 | 萬年青公司 |          |
| 1985 （第22届）                | |          |
| 《我這樣過了一生》             | 中央電影事業股份有限公司 |          |
| 《國四英雄傳》                 | 龍祥公司 |          |
| 《童年往事》                   | 中央電影事業股份有限公司 |          |
| 《等待黎明》                   | 德寶電影公司 |          |
| 《策馬入林》                   | 中央電影事業股份有限公司 |          |
| 《結婚》                       | 飛騰公司 |          |
| 1986 （第23届）                | |          |
| 《恐怖分子》                   | 嘉禾電影（香港）有限公司 三一公司 |          |
| 《癲佬正傳》                   | 德寶電影公司 |          |
| 《我們都是這樣長大的》         | 中央電影事業股份有限公司 |          |
| 《英雄本色》                   | 香港新藝城公司 |          |
| 《唐山過台灣》                 | 台製廠 |          |
| 《最愛》                       | 德寶電影公司 |          |
| 1987 （第24届）                | |          |
| 《稻草人》                     | 中央電影事業股份有限公司 |          |
| 《A計劃續集》                  | 嘉禾電影（香港）有限公司 |          |
| 《秋天的童話》                 | 德寶電影公司 |          |
| 《倩女幽魂》                   | 香港新藝城公司 |          |
| 《桂花巷》                     | 中央電影事業股份有限公司 學者有限公司 嘉禾電影（香港）有限公司 |          |
| 《胭脂扣》                     | 威禾電影製作有限公司 |          |
| 1988 （第25届）                | |          |
| 《七小福》                     | 邵氏公司 嘉禾電影（香港）有限公司 |          |
| 《海水正藍》                   | 中央電影事業股份有限公司 |          |
| 《海峽兩岸》                   | 龍祥公司 |          |
| 《胭脂雙響炮》                 | 香港德寶公司 |          |
| 《傾城之戀》                   | 邵氏公司 |          |
| 《警察故事續集》               | 威禾電影製作有限公司 |          |
| 1989 （第26届）                | |          |
| 《三個女人的故事》             | 學甫公司 |          |
| 《伴我闖天涯》                 | 銀翼公司 |          |
| 《香蕉天堂》                   | 中央電影事業股份有限公司 |          |
| 《悲情城市》                   | 年代網際事業股份有限公司 |          |
| 《童檔萬歲》                   | 萬里公司 |          |
| 《魯冰花》                     | 高仕公司 |          |
| 1990 （第27届）                | |          |
| 《滾滾紅塵》                   | 湯臣（香港）電影有限公司 |          |
| 《刀瘟》                       | 學彥公司 |          |
| 《西部來的人》                 | 歡樂無限電影有限公司 |          |
| 《客途秋恨》                   | 高仕公司 |          |
| 《笑傲江湖》                   | 電影工作室有限公司 |          |
| 《愛在他鄉的季節》             | 嘉禾電影（香港）有限公司 |          |
| 1991 （第28届）                | |          |
| 《牯嶺街少年殺人事件》         | 楊德昌工作室 |          |
| 《阮玲玉》                     | 威禾電影製作有限公司 |          |
| 《阿飛正傳》                   | 影之傑公司 |          |
| 《娃娃》                       | 中央電影事業股份有限公司 |          |
| 《拳王》                       | 德寶電影公司 |          |
| 《推手》                       | 中央電影事業股份有限公司 |          |
| 1992 （第29届）                | |          |
| 《無言的山丘》                 | 中央電影事業股份有限公司 |          |
| 《警察故事Ⅲ超級警察》          | 嘉禾電影（香港）有限公司 威禾電影製作有限公司 |          |
| 《審死官》                     | 大都會電影製作有限公司 |          |
| 《浮世戀曲》                   | 逾流公司 |          |
| 《黃金稻田》                   | 福元影業有限公司 |          |
| 《暗戀桃花源》                 | 三本企業股份有限公司 表演工作坊 |          |
| 1993 （第30届）                | |          |
| 《囍宴》                       | 三一公司 嘉禾電影股份有限公司 |          |
| 《五個女子與一根繩子》         | 湯臣電影事業有限公司 |          |
| 《秋月》                       | 共同體公司 |          |
| 《異域2：孤軍》                | 長宏公司 |          |
| 《戲夢人生》                   | 歡樂無限電影有限公司 |          |
| 《籠民》                       | 影幻公司 |          |
| 1994 （第31届）                | |          |
| 《愛情萬歲》                   | 三一公司 雄發 |          |
| 《多桑》                       | 長澍 龍祥 |          |
| 《紅玫瑰白玫瑰》               | 第一機構有限公司 巨登育樂有限公司 |          |
| 《重慶森林》                   | 澤東製作 |          |
| 《飲食男女》                   | 中央電影事業股份有限公司 雄發 |          |
| 《獨立時代》                   | 原子影視 |          |
| 1995 （第32届）                | |          |
| 《女人四十》                   | 嘉禾電影（香港）有限公司 |          |
| 《少女小漁》                   | 中央電影事業股份有限公司 |          |
| 《好男好女》                   | 新峰公司 |          |
| 《阿爸的情人》                 | 能能公司 |          |
| 《超級大國民》                 | 萬仁電影有限公司 |          |
| 《熱帶魚》                     | 中央電影事業股份有限公司 |          |
| 1996 （第33届）                | |          |
| 《陽光燦爛的日子》             | 協和育樂股份有限公司 港龍電影有限公司 |          |
| 《今天不回家》                 | 中央電影事業股份有限公司 |          |
| 《月滿英倫》                   | 寰亞電影有限公司 |          |
| 《浮生》                       | 協和育樂股份有限公司 |          |
| 《鬼婆婆》                     | 電影人製作有限公司 |          |
| 1997 （第34届）                | |          |
| 《甜蜜蜜》                     | 嘉禾娛樂事業有限公司 電影人製作有限公司 |          |
| 《一隻鳥仔哮啾啾》             | 藝舍電影事業有限公司 |          |
| 《河流》                       | 中央電影事業股份有限公司 |          |
| 《南海十三郎》                 | 嘉禾娛樂事業有限公司 高志森影業有限公司 |          |
| 《香港製造》                   | 天幕製作有限公司 |          |
| 《國道封閉》                   | 學者有限公司 |          |
| 1998 （第35届）                | |          |
| 《天浴》                       | 呢喃的草地有限合夥公司 |          |
| 《海上花》                     | 侯孝賢映像製作公司 |          |
| 《我是誰》                     | 嘉禾娛樂事業有限公司 |          |
| 《每天愛你八小時》             | 最佳拍檔有限公司 |          |
| 《玻璃之城》                   | 藝神集團（香港）有限公司 嘉禾娛樂事業有限公司 |          |
| 《徵婚啟事》                   | 縱橫國際影視股份有限公司 中央電影事業股份有限公司 |          |
| 1999 （第36届）                | |          |
| 《千言萬語》                   | 卡士有限公司 |          |
| 《心動》                       | 寰亞電影有限公司 |          |
| 《目露凶光》                   | 天下電影製作有限公司 |          |
| 《星願》                       | 嘉禾電影（中國）有限公司 得利影視股份有限公司 豪保國際有限公司 |          |
| 《紫雨風暴》                   | 寰亞電影有限公司 |          |
| 《黑暗之光》                   | 張作驥電影工作室 葉綠素國際有限公司 |          |
| 2000 （第37届）                | |          |
| 《臥虎藏龍》                   | 縱橫影視 哥倫比亞電影 新力影業 好機器 |          |
| 《西洋鏡》                     | 中央電影事業股份有限公司 德國Road Movies製作公司 美國子安製片廠 中國電影集團公司北京電影製片廠 |          |
| 《花樣年華》                   | 澤東電影有限公司 |          |
| 《細路祥》                     | Nicetop Independent Limited NHK Japan Broadcasting Corporation |          |
| 《運轉手之戀》                 | 城市國際電影有限公司 中央電影事業股份有限公司 |          |
| 《鎗火》                       | 銀河映像（香港）有限公司 |          |
| 2001 （第38届）                | |          |
| 《榴槤飄飄》                   | Nicetop Independent Ltd. |          |
| 《十七歲的單車》               | 吉光電影有限公司 |          |
| 《你那邊幾點》                 | 汯古霖電影有限公司 |          |
| 《愛上我吧》                   | 一百年電影有限公司 |          |
| 《藍宇》                       | 奧美國際管理公司 |          |
| 2002 （第39届）                | |          |
| 《美麗時光》                   | 張作驥電影工作室 |          |
| 《香港有個荷里活》             | Nicetop Independent Limited |          |
| 《男人四十》                   | 星皓電影有限公司 |          |
| 《三更之回家》                 | Applause Pictures Ltd. |          |
| 《走火槍》                     | 天幕電影有限公司 |          |
| 2003 （第40届）                | |          |
| 《無間道》                     | 寰亞電影 |          |
| 《不見》                       | 汯古霖電影有限公司 |          |
| 《不散》                       | 汯古霖電影有限公司 |          |
| 《PTU》                        | 美亞電影製作有限公司 |          |
| 《盲井》                       | 盛唐電影製作有限公司 |          |
| 2004 （第41届）                | |          |
| 《可可西里》                   | 華誼兄弟 哥倫比亞電影 |          |
| 《大事件》                     | 寰亞電影 中國電影集團 |          |
| 《月光下，我記得》             | 中央電影事業股份有限公司 |          |
| 《2046》                       | 春光映畫 |          |
| 《旺角黑夜》                   | 寰宇娛樂 銀都機構 |          |
| 2005 （第42届）                | |          |
| 《功夫》                       | 哥倫比亞電影 中國電影集團公司北京電影製片廠 華誼兄弟 |          |
| 《天下無賊》                   | 寰亞電影 華誼兄弟 太合影視投資 映藝娛樂 北京紫禁城影業 |          |
| 《天邊一朵雲》                 | 汯古霖電影有限公司 |          |
| 《黑社會》                     | 銀河映像(香港)有限公司 一百年電影有限公司 |          |
| 《最好的時光》                 | 三視影業 |          |
| 2006 （第43届）                | |          |
| 《父子》                       | 寬銀幕電影工作室 |          |
| 《瘋狂的石頭》                 | 映藝娛樂 四方源創國際影視文化傳播(北京) 中影華納橫店影視 |          |
| 《放·逐》                      | 寰亞電影 |          |
| 《詭絲》                       | 中藝國際影視 |          |
| 《如果·愛》                    | Astro-Shaw電視廣播 昆美傳媒集團 |          |
| 2007 （第44届）                | |          |
| 《色，戒》                     | 美國焦點影業 河流道娛樂事業 海上影業有限公司 |          |
| 《情非得已之生存之道》         | 紅豆製作股份有限公司 |          |
| 《落葉歸根》                   | 星皓娛樂有限公司 北京金強盛世文化傳播有限公司 |          |
| 《意》                         | Big and Little Films & Porchlight Films |          |
| 《跟蹤》                       | 驕陽電影有限公司 |          |
| 2008 （第45届）                | |          |
| 《投名狀》                     | 寰亞電影有限公司 摩根&陳影業有限公司 中國電影集團公司 |          |
| 《一半海水 一半火焰》          | 星皓娛樂有限公司 |          |
| 《海角七號》                   | 果子電影有限公司 阿榮企業有限公司 台北影業股份有限公司 |          |
| 《囧男孩》                     | 影一製作所股份有限公司 |          |
| 《集結號》                     | 華誼兄弟傳媒有限公司 寰亞電影有限公司 上海電影集團公司 |          |
| 2009 （第46届）                | |          |
| 《不能沒有你》                 | 光之路電影有限公司 派對園電影有限公司 |          |
| 《鬥牛》                       | 長春電影製片廠 虎翼天下影視公司 光線影業 |          |
| 《瘋狂的賽車》                 | 中國電影集團公司北京電影製片廠 中影華納橫店影視有限公司 北京國立常升影視文化傳播有限公司 |          |
| 《臉》                         | 汯呄霖電影有限公司 |          |
| 《如夢》                       | 北京保利博納電影發行有限公司 吉光電影有限公司 博納影視娛樂有限公司 二月電影有限公司 |          |
| 2010 （第47届）                | |          |
| 《當愛來的時候》               | 張作驥電影工作室有限公司 |          |
| 《父後七日》                   | 蔓菲聯爾創意製作有限公司 |          |
| 《十月圍城》                   | 人人電影有限公司 |          |
| 《透析》                       | 北京華文經典影視文化發展有限公司 |          |
| 《第四張畫》                   | 本地風光 甜蜜生活製作有限公司 |          |
| 2011 （第48届）                | |          |
| 《賽德克·巴萊》                | 果子電影有限公司 中影股份有限公司 |          |
| 《讓子彈飛》                   | 英皇電影（國際）有限公司 北京不亦樂乎電影文化發展有限公司 中國電影集團公司 幸福藍海影視文化集團 峨眉電影集團 文化中國傳播集團 |          |
| 《桃姐》                       | 博納影視娛樂有限公司 映藝娛樂有限公司 銀都機構有限公司 |          |
| 《到阜陽六百里》               | 上海源存影業有限公司 上海鄧胡王廣告有限公司 廣州天抒文化傳播有限公司 |          |
| 《鋼的琴》                     | 完美世界（北京）影視文化有限公司 大連鴻缘影視傳媒有限公司 遼寧電影製片廠 |          |
| 2012 （第49届）                | |          |
| 《神探亨特張》                 | 北京緣鑫國際文化傳媒有限公司 北京盟將威影視文化有限公司 上海銀潤傳媒廣告有限公司 北京光線影業有限公司 |          |
| 《浮城謎事》                   | 夢想者電影 Les Films du Lendemain |          |
| 《奪命金》                     | 寰亞電影有限公司 |          |
| 《女朋友。男朋友》             | 原子映象有限公司 威像電影有限公司 中影股份有限公司 華誼兄弟國際傳媒有限公司 高雄人 |          |
| 《消失的子彈》                 | 英皇影業有限公司 樂視娛樂投資（北京）有限公司 |          |
| 2013 （第50届）                | |          |
| 《爸媽不在家》                 | 新加坡電影發展司 義安理工學院 |          |
| 《天注定》                     | 北京西河星匯影業有限公司 北野武（日本）事務所 上海電影（集團）有限公司 |          |
| 《一代宗師》                   | 春光映畫 銀都機構有限公司 |          |
| 《郊遊》                       | 汯呄霖電影有限公司 JBA Production |          |
| 《毒戰》                       | 北京海潤影業有限公司 華夏電影發行有限責任公司 電影頻道節目中心 |          |
| 2014 （第51届）                | |          |
| 《推拿》                       | 陝西文化產業投資控股（集團）有限公司 陝西文投（影視）銀海投資有限公司 |          |
| 《白日焰火》                   | 江蘇幸福藍海集團 博雅德中國娛樂有限公司 中國電影集團股份有限公司 |          |
| 《黃金時代》                   | 星美影業有限公司 中國電影股份有限公司 安樂影片有限公司 北京其欣然影視文化傳播有限公司 北京嘉映影業有限公司 北京春天融和影視文化有限責任公司 北京凱撒世嘉文化傳播有限責任公司 廣東二十一世紀廣告有限公司 合一資訊技術(北京)有限公司 |          |
| 《KANO》                       | 果子電影有限公司 義良企業有限公司 高雄人 夢田影像股份有限公司 中環國際娛樂事業股份有限公司 一品堂中醫診所 Sony Music Entertainment (Japan) Inc. Epic Records Japan Inc |          |
| 《一個勺子》                   | 山東嘉博文化發展有限公司 |          |
| 2015 （第52届）                | |          |
| 《刺客聶隱娘》                 | 光點影業股份有限公司 中影國際股份有限公司 銀都機構有限公司 華策影業有限公司 寰亞電影製作有限公司 中國夢電影文化產業有限公司 |          |
| 《醉·生夢死》                  | 簡單主張影音製作有限公司 |          |
| 《踏血尋梅》                   | 美亞電影製作有限公司 美亞娛樂發展股份有限公司 |          |
| 《塔洛》                       | 天畫畫天（北京）文化傳媒有限公司 陝西文投（影視）銀海投資有限公司 新天畫文化傳媒有限公司 北京星空壹禾影視發展有限公司 北京海洋時光文化傳播有限公司 |          |
| 《山河故人》                   | 上海電影(集團)有限公司 北京西河星匯影業有限公司 MK PRODUCTIONS 北京潤錦投資有限公司 北野武（日本）事務所 |          |
| 2016 （第53届）                | |          |
| 《八月》                       | 北京麥麗絲影視文化有限責任公司 |          |
| 《一路順風》                   | 本地風光電影股份有限公司 台北影業股份有限公司 阿榮影業股份有限公司 華策影業（天津）有限公司 |          |
| 《樹大招風》                   | 寰亞電影製作有限公司 北京海潤影業有限公司 |          |
| 《我不是潘金蓮》               | 北京耀萊文化傳媒有限公司 華誼兄弟傳媒股份有限公司 北京摩天輪文化傳媒有限公司 華誼兄弟電影有限公司 浙江東陽拉美傳媒有限公司 |          |
| 《再見瓦城》                   | 中藝國濟影視股份有限公司 好好看國際影藝影視有限公司 群星瑞智國際娛樂股份有限公司 岸上影像有限公司 前景娛樂有限公司 緬甸蒙太奇電影公司 |          |
| 2017 （第54届）                | |          |
| 《血觀音》                     | 中環國際娛樂事業股份有限公司 原子映象有限公司 高雄人 喆學影像製作有限公司 |          |
| 《輕鬆+愉快》                  | 布萊克芬電影有限公司 悠藍傳媒香港有限公司 |          |
| 《大佛普拉斯》                 | 甜蜜生活製作有限公司 華文創股份有限公司 |          |
| 《相愛相親》                   | 北京海潤影業股份有限公司 松澤國際影業股份有限公司 |          |
| 《嘉年華》                     | 杭州奇遇影業有限公司 北京完美影視有限責任公司 喀什嘉映文化傳媒有限公司 杭州普華傳陞文化投資合夥企業 上海墨依文化傳播有限公司 |          |
| 2018 （第55届）                | |          |
| 《大象席地而坐》               | 楚延華 胡永振 |          |
| 《誰先愛上他的》               | 海納百川娛樂有限公司 原點概念有限公司 親愛的工作室有限公司 |          |
| 《影》                         | 樂視影業（北京）有限公司 上海騰訊影業文化傳播有限公司 完美威秀娛樂（香港）有限公司 |          |
| 《我不是藥神》                 | 北京壞猴子文化產業發展有限公司 花滿山（上海）影業有限公司 北京真樂道文化傳播有限公司 歡歡喜喜（天津）文化投資有限公司 北京京西文化旅遊股份有限公司 北京乾坤星宇文化發展有限公司 北京唐德國際電影文化有限公司 霍爾果斯壞猴子影視文化傳播有限公司 |          |
| 《地球最後的夜晚》             | 浙江華策影視股份有限公司 蕩麥影業(上海)有限公司 華策影業（天津）有限公司 霍爾果斯太合數娛文化發展有限公司 上海亭東影業有限公司 上海騰訊影業文化傳播有限公司 中影（上海）影視文化投資管理中心（有限合夥） 華文創股份有限公司 天津貓眼微影文化傳媒有限公司 北京自由酷鯨影業有限公司 江蘇中南影業有限公司 道來影業（北京）有限公司 境界文化新沂有限公司 藍色星空影業有限公司 優酷信息技術（北京）有限公司 CG Cinéma |          |
| 2019 （第56届）                | |          |
| 《陽光普照》                   | 本地風光電影股份有限公司 華文創股份有限公司 捌捌玖電影股份有限公司 鏡文學股份有限公司 聯聯看娛樂文化股份有限公司 |          |
| 《叔·叔》                      | 先響電影有限公司 |          |
| 《夕霧花園》                   | Astro Shaw Sdn. Bhd. HBO Asia |          |
| 《熱帶雨》                     | 長景路電影工作室 |          |
| 《返校》                       | 影一製作所股份有限公司 遊戲橘子數位科技股份有限公司 英屬維京群島商敦宜股份有限公司台灣分公司 樂到家國際娛樂股份有限公司 一條龍虎豹國際娛樂有限公司 財團法人臺中市影視發展基金會 高雄人 美商華納兄弟（遠東）股份有限公司台灣分公司 |          |
| 2020 （第57届）                | |          |
| 《消失的情人節》               | 華文創股份有限公司 影一製作所股份有限公司 美商華納兄弟（遠東）股份有限公司台灣分公司 國賓影城股份有限公司 威像電影有限公司 |          |
| 《日子》                       | 汯呄霖電影有限公司 財團法人公共電視文化事業基金會 |          |
| 《同學麥娜絲》                 | 甜蜜生活製作有限公司 華文創股份有限公司 |          |
| 《親愛的房客》                 | 一期一會影像製作有限公司 |          |
| 《手捲煙》                     | 手捲煙電影製作有限公司 |          |
| 2021 （第58届）                | |          |
| 《瀑布》                       | 本地風光電影股份有限公司 氧氣電影有限公司 鏡文學股份有限公司 三皇生物科技股份有限公司 百聿數碼創意股份有限公司 華映娛樂股份有限公司 |          |
| 《緝魂》                       | 嘉揚電影有限公司 |          |
| 《濁水漂流》                   | 滿滿額創作香港有限公司 羚邦控股有限公司 宇鯉影業有限公司 |          |
| 《美國女孩》                   | 寰亞電影製作有限公司 水花電影股份有限公司 杰威爾音樂有限公司 G.H.Y. Culture & Media (Singapore) |          |
| 《月老》                       | 麻吉砥加電影有限公司 Hive Filmworks Inc. 良人行影業有限公司 居爾一拳有限公司 禾豐九路娛樂有限公司 樂到家國際娛樂股份有限公司 聚星文創娛樂事業股份有限公司 國賓影城股份有限公司 能率影業股份有限公司 |          |
| 2022 （第59届）                | |          |
| 《一家子兒咕咕叫》             | 六六喜喜股份有限公司 原子映象有限公司 高雄人 財團法人臺中市影視發展基金會 |          |
| 《咒》                         | 空殼影像工作室 精漢堂影像有限公司 奇亨創意影像有限公司 川琇數位娛樂有限公司 語謙行銷有限公司 地球防衛隊娛樂有限公司 夢想動畫 世界投資顧問股份有限公司 艾德國際投資股份有限公司 高雄人 |          |
| 《哈勇家》                     | 華映娛樂股份有限公司 氧氣電影有限公司 中環國際娛樂事業股份有限公司 星泰國際娛樂股份有限公司 得藝文創國際股份有限公司 凡宇興業有限公司 樂到家國際娛樂股份有限公司 鏡文學股份有限公司 |          |
| 《智齒》                       | 太陽娛樂文化有限公司 |          |
| 《白日青春》                   | Petra Films Pte. Ltd. |          |
| 2023 （第60届）                | |          |
| 《石門》                       | YGP- FILM LLC |          |
| 《關於我和鬼變成家人的那件事》 | 金盞花大影業股份有限公司 伯樂影業股份有限公司 東森電視事業股份有限公司 良人行影業有限公司 中環國際娛樂事業股份有限公司 宏將影業有限公司 聚星文創娛樂事業股份有限公司 滿滿額娛樂股份有限公司 瀚草影視文化事業股份有限公司 英雄旅程股份有限公司 |          |
| 《年少日記》                   | Roundtable Pictures Limited 香港電影發展基金 創意香港 |          |
| 《疫起》                       | 凱擘影藝股份有限公司 有戲娛樂股份有限公司 良人行影業有限公司 大慕可可股份有限公司 六六喜喜股份有限公司 台灣大哥大 MyVideo 聚星文創娛樂事業股份有限公司 宏將影業有限公司 華文創股份有限公司 得利影視股份有限公司 奇幻娛樂國際股份有限公司 |          |
| 《五月雪》                     | 晟創娛樂 堂堂映畫 文化內容策進院 台北市電影委員會 匠子映畫 海鵬影業有限公司 |          |
| 2024 （第61届）                | |          |
| 《一部未完成的电影》           | Yingfilms Pte. Ltd. Essential Films |          |
| 《從今以後》                   | 先響電影有限公司 Mise en Scene Film Production Ltd. |          |
| 《默視錄》                     | 飛望影像有限公司 亞鋼電影公司 Films de Force Majeure Cinema Inutile |          |
| 《鬼才之道》                   | 牽猴子股份有限公司 索尼影業國際製片 影一製作所股份有限公司 大慕可可股份有限公司 有戲娛樂股份有限公司 奇幻娛樂國際股份有限公司 一種態度電影股份有限公司 |          |
| 《漂亮朋友》                   | Blackfin Production |          |

## 外部連結
- 金馬獎官方網站 （页面存档备份，存于）
- 金馬影展 TGHFF的Facebook專頁
- goldenhorsefilmfestival的Instagram帳戶
- YouTube上的TGHFF頻道
- Taipei Golden Horse的X（前Twitter）